# Ensino superior em Portugal

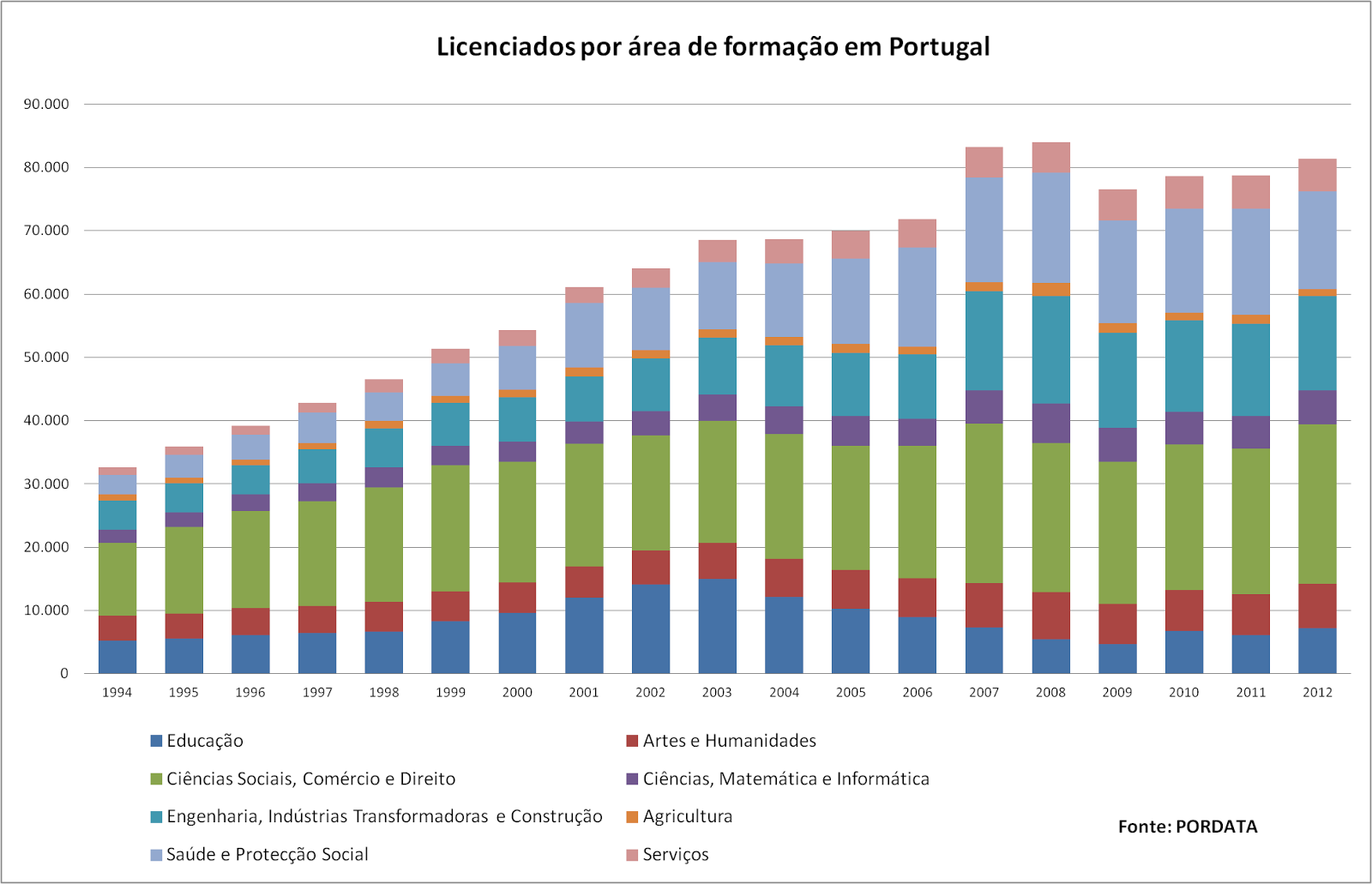
Diplomados a cada ano, por área de formação (PORDATA)

Em Portugal - segundo a Lei de Bases do Sistema Educativo - o ensino superior constitui uma das componentes da educação escolar, para além do ensino secundário e do básico. Por sua vez, o ensino superior compreende o ensino universitário e o ensino politécnico.
O ensino universitário é orientado por uma constante perspetiva de investigação e de criação do saber. Visa assegurar uma sólida preparação científica e cultural e proporcionar uma formação técnica que habilite para o exercício de atividades profissionais e culturais e fomente as capacidades de concepção, de inovação e de análise crítica. O ensino universitário realiza-se em universidades e em institutos universitários ou outras escolas universitárias não integradas.
O ensino politécnico é orientado por uma constante perspetiva de investigação aplicada e de desenvolvimento dirigido à compreensão e solução de problemas concretos. Visa proporcionar uma sólida formação cultural e técnica de nível superior, desenvolver a capacidade de inovação e de análise crítica e ministrar conhecimentos científicos de índole teórica e prática e as suas aplicações com vista ao exercício de atividades profissionais. O ensino politécnico realiza-se em escolas superiores ou outras escolas politécnicas, que podem associar-se em institutos politécnicos ou integrar-se em universidades.
As instituições de ensino superior portuguesas integram-se na rede pública ou na rede privada. A rede pública é mantida pelo Estado e inclui as instituições de ensino superior público universitário, de ensino superior público politécnico e de ensino superior militar e policial. A rede privada inclui as instituições de ensino particular e cooperativo mantidas por empresas privadas ou por cooperativas de ensino e as instituições de ensino superior concordatário mantidas pela Igreja Católica.

## Acesso ao ensino superior

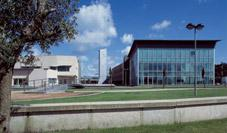
Escola Superior de Estudos Industriais e de Gestão, em Vila do Conde, pertencente ao Instituto Politécnico do Porto.

Podem aceder ao ensino superior todos aqueles que estejam habilitados com o ensino secundário ou equivalente e que façam prova de capacidade para a sua frequência. As provas de capacidade para a frequência do ensino superior são definidas por legislação própria.
Presentemente existem os seguinte regimes de acesso ao ensino superior:
1. Concurso nacional para o ensino superior público - realizado no âmbito do contingente geral ou dos contingentes especiais. Constituem contingentes especiais os candidatos residentes nas regiões autónomas dos Açores e da Madeira, os emigrantes portugueses, os portadores de deficiências e os militares em regime de contrato;
2. Concursos institucionais para o ensino superior privado - são estabelecidos por cada uma das instituições de ensino superior privado;
3. Concursos especiais para os ensinos superiores público e privado - são estabelecidos concursos com regras especiais de acesso para maiores de 23 anos, para titulares de cursos superiores, cursos médios e diplomas de especialização tecnológica e para acesso aos cursos de medicina por titulares do grau de licenciado;
4. Regimes especiais para os ensinos superiores público e privado - isentam os candidatos de provas de acesso. Integram os regimes especiais os funcionários das missões diplomáticas no estrangeiro e os seus familiares, os portugueses bolseiros nos estrangeiro, os funcionários públicos em missão oficial no estrangeiro, os oficiais das Forças Armadas Portuguesas, os bolseiros dos Países Africanos de Língua Oficial Portuguesa, os funcionários estrangeiros de missões diplomáticas acreditadas em Portugal, os atletas de alta competição e os naturais de Timor-Leste.

Nas diversas instituições de ensino superior é estabelecido um número determinado de vagas para os candidatos dos contingentes especiais do concurso nacional, dos concursos especiais e dos regimes especiais.
Para a entrada no concurso nacional é necessária a realização e aprovação em provas nacionais numa disciplina ou grupo de disciplinas definidas de acordo com o par curso-estabelecimento de ensino superior. Para além disso, alguns pares curso-estabelecimento de ensino superior exigem, dos seus candidatos, certos pré-requisitos que podem ser de natureza física, funcional ou vocacional.

## Cursos e graus académicos

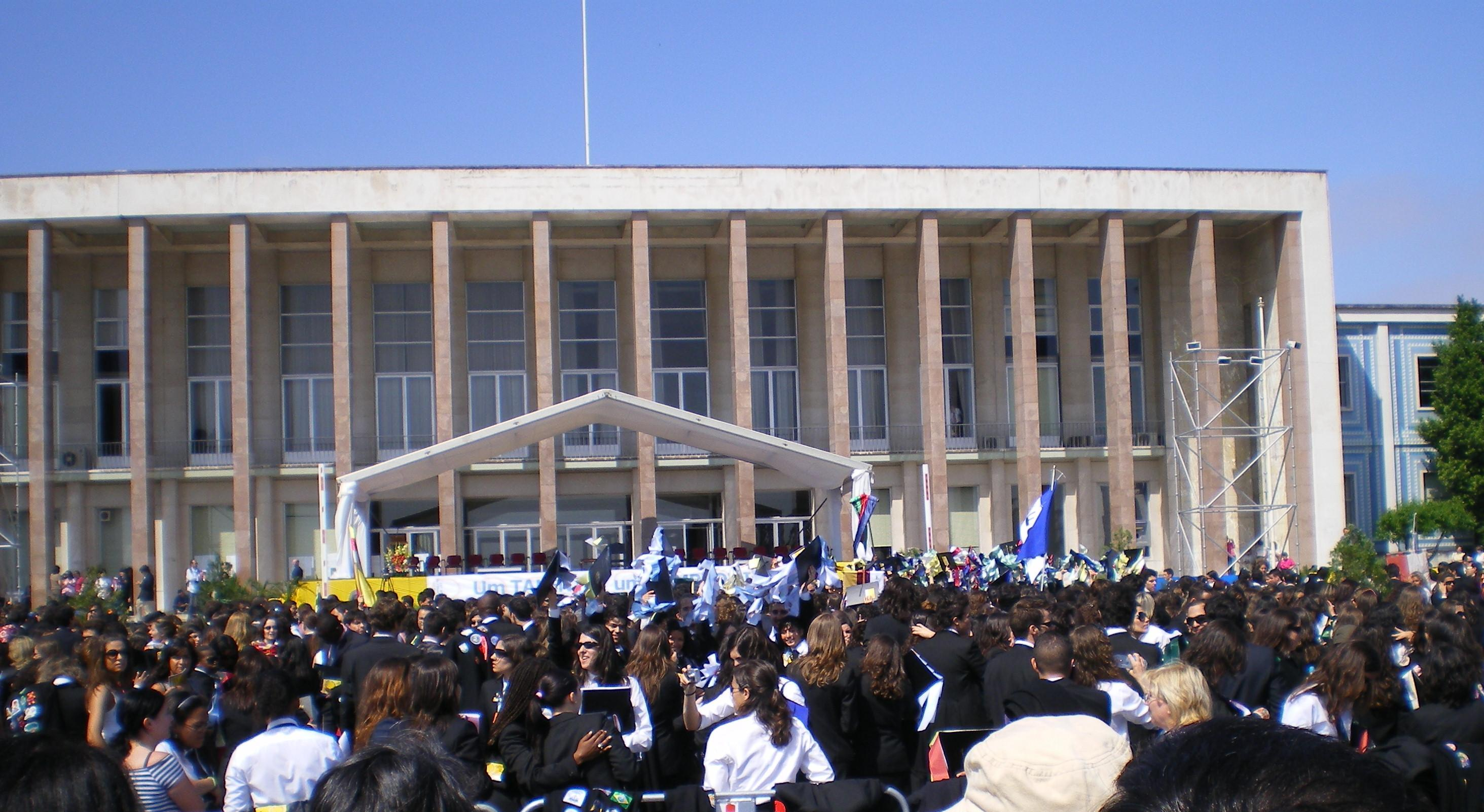
Bênção de finalistas em frente à Reitoria da Universidade de Lisboa.

Na sequência da adequação do ensino superior português à Declaração de Bolonha, passaram a ser oferecidos cursos superiores destinados à obtenção dos seguintes graus académicos:
1. Licenciado - cursos de 1.º ciclo do ensino superior, com a duração de três anos;
2. Mestre - cursos de 2.º ciclo do ensino superior, normalmente com a duração de dois anos, realizados depois da conclusão de um curso de 1.º ciclo. Em alternativa, cursos de mestrado integrado, com a duração normal de cinco anos;
3. Doutor - estudos de 3.º ciclo do ensino superior, depois da obtenção do grau de mestre.

Os graus de licenciado e mestre são conferidos tanto no ensino universitário como no politécnico. O grau de doutor só é conferido no ensino universitário.
Além dos cursos normais de licenciatura, mestrado e doutoramento, as instituições de ensino superior também ministram outros tipos de cursos, nomeadamente:
- Cursos de Especialização Tecnológica (CET) - cursos de formação pós-secundária não superior com duração de 1 ano, que visam a qualificação profissional para a obtenção do nível 5. Lecionados apenas por Institutos Politécnicos e outras instituições de ensino ou formação profissional, mais tarde os Politécnicos deixaram de lecionar estes cursos que foram substituídos pelos CTeSP.
- Cursos Técnicos e Superiores Profissionais (CTeSP) - cursos de formação pós-secundária não superior com duração de 2 anos, que visam a qualificação profissional para a obtenção do nível 5, Lecionados exclusivamente por Institutos Politécnicos e Superiores, e não conferidos por universidades.
- Curso de Pós-graduação - Curso com a duração aproximada de um ano, para quem seja detentor do 1.º ciclo do ensino superior, à semelhança dos mestrados, também as pós-graduações possuem uma componente curricular teórica e de contexto profissional mas sem estágio curricular, são leccionadas tanto por universidades como por politécnicos.
- Cursos de pós-licenciatura de especialização - cursos de especialização numa determinada especialidade médica, destinados aos licenciados em enfermagem;
- Cursos de complemento de formação em enfermagem - visam a atribuição do grau de licenciado em enfermagem aos enfermeiros titulares do antigo grau de bacharel ou de equivalente legal;
- Cursos de complemento de formação científica e pedagógica para educadores e professores - visam a atribuição do grau de licenciado aos educadores de infância e professores dos ensinos básico e secundário, titulares de um grau de bacharel ou equivalente, para cumprirem as condições legais definidas para o exercício da docência;
- Cursos de qualificação para o exercício de outras funções educativas - visam a atribuição do grau de licenciado aos educadores de infância e professores dos ensinos básico e secundário, titulares de um grau de bacharel ou equivalente, para cumprirem as condições legais definidas para o exercício de outras funções educativas que não a docência.
- Cursos de e-learning e ensino à distância - cursos não presenciais, destinados ou não à obtenção de graus académicos.